# Janus Billeskov Jansen
Janus Billeskov Jansen (* 25. November 1951 in Frederiksberg Kommune) ist ein dänischer Filmeditor.
Janus Billeskov Jansen ist seit Anfang der 1970er Jahre als Editor tätig; sowohl für Spielfilme als auch für Dokumentarfilme. Für seine über 100 Arbeiten wurde er mehrmals mit dem Robert für den besten Filmschnitt nominiert und ausgezeichnet. 2005 erhielt er den Ehren-Bodil für seine langjährige Arbeit für den dänischen Film.

## Filmografie (Auswahl)
- 1986: Die Augen des Wolfes (Oviri)
- 1987: Pelle, der Eroberer (Pelle Erobreren)
- 1991: Die besten Absichten (Den goda viljan)
- 1993: Das Geisterhaus (The House of the Spirits)
- 1997: Fräulein Smillas Gespür für Schnee (Smilla´s Sense of Snow)
- 1998: Les Misérables
- 2002: Tinke – Kleines starkes Mädchen (Ulvepigen Tinke)
- 2004: Pusher II: Respect (Pusher II)
- 2007: Daisy Diamond
- 2008: Burma VJ – Berichte aus einem verschlossenen Land (Burma VJ: Reporter i et lukket land)
- 2008: Was niemand weiß (Det som ingen ved)
- 2010: Eine Familie (En familie)
- 2012: Die Jagd (Jagten)
- 2014: Silent Heart – Mein Leben gehört mir (Stille hjerte)
- 2016: Die Kommune (Kollektivet)
- 2016: Herzstein (Hjartasteinn)
- 2017: Strong Island (Dokumentarfilm)
- 2018: Backstabbing for Beginners
- 2019: Verachtung (Journal 64)
- 2020: Der Rausch (Druk)
- 2021: Flee
- 2022: Tödliche Recherchen – Der Mord an Ján Kuciak (The Killing of a Journalist)
- 2023: Ehrengard: Die Geschichte einer Verführung (Ehrengard: The Art of Seduction)
- 2025: Families Like Ours (Familier som vores, Fernsehsiebenteiler)